# Viktor Capesius
Viktor Capesius (* 9. Dezember 1867 in Hermannstadt; † 3. März 1953 in Wien) war ein österreichischer Jurist.

## Leben
Capesius wuchs seit 1869 in Wien auf, wo sein Vater als Rechtsanwalt arbeitete und sich als Presbyter in der evangelisch-lutherischen Kirchengemeinde engagierte. Nach dem Studium der Rechtswissenschaft, das er mit der Promotion zum Dr. jur. abschloss,  wurde er zunächst Richter in Neunkirchen (Niederösterreich), später am Landesgericht für Zivilrechtssachen Wien und schließlich Rat am Oberlandesgericht Wien. Am 8. April 1925 wurde er zum Präsidenten des Oberkirchenrates der Evangelischen Kirche A. u. H. B. in Österreich bestellt. Da dies eine dem Kultusministerium unterstehende Behörde war, wurde Capesius gleichzeitig dort Sektionschef. Sein wesentliches Verdienst war die Umsetzung der 1925 durch die Synode in Grundzügen beschlossenen und 1931 endgültig verabschiedeten Kirchenverfassung, die jedoch keine staatliche Anerkennung erhielt.
Im austrofaschistischen Ständestaat geriet Capesius jedoch immer mehr in eine schwierige Position. Er gehörte dank der oktroyierten Verfassung von 1934 auch dem Staatsrat an und wurde deshalb von der überwiegend deutschnational orientierten Pfarrerschaft mit Misstrauen betrachtet. Als Bundeskanzler Kurt Schuschnigg im März 1938 eine Volksabstimmung zur Verhinderung des drohenden Anschlusses Österreichs an den NS-Staat vorbereiten ließ, unterstützte ihn Capesius. Nach der Absage der Volksabstimmung wurde er von den NS-freundlichen Kräften in der Kirche zum Rücktritt gedrängt, von den neuen Machthabern beurlaubt und zum nächsten Monatsersten in den dauernden Ruhestand versetzt. Sein Nachfolger wurde Robert Kauer.